# 17945 Hawass
17945 Hawass (1999 JU8) là một tiểu hành tinh vành đai chính được phát hiện ngày 14 tháng 5 năm 1999 bởi J. Broughton ở Reedy Creek Observatory.